# Остин, Джонта
Джонта Остин (англ. Johntá Austin, родился 28 июня 1980 года) — американский R&B певец, композитор и продюсер, обладатель двух Grammy в номинации Best R&B Song (2006 — «We Belong Together» (Mariah Carey), 2007 — «Be Without You» (Mary J. Blige)).
Johntá вырос в Атланте, штат Джорджия. Начиная с 1989 года он успел поработать на CNN (Kid’s Beat, Real News for Kids) и TBS (Feed Your Mind), брал интервью у таких звезд, как Майкл Джексон и Майкл Джордан. В детстве Austin пел в церковном хоре и хотел стать актёром. В 1993 году он дебютировал как певец на The Arsenio Hall Show, где признался в своей любви к музыке и спел с группой Arsenio Hall’а.
В конце 90-х он заключил контракт с RCA Records, ещё до того, как фаворитом лейбла стал Тайриз Гибсон (Tyrese Gibson). Однако он все же написал для него несколько песен, включая хит «Sweet Lady».
Последние несколько лет Johntá чрезвычайно востребован и успешен: он является соавтором таких хитов с альбома Мэрайи Кэри «The Emancipation of Mimi» (Grammy за лучший R&B альбом), как «We Belong Together» (две Grammy), «Don't Forget About Us», «It's like That» и «Shake It Off». Так же он является соавтором хита Mary J. Blige «Be Without You» (две Grammy) с альбома «The Breakthrough» (ещё одна статуэтка), ставшим самым продаваемым альбомом Mary и «Everytime Tha Beat Drop» (Monica). В 2005 году принял гостевое участие на треке небезызвестного Jermaine Dupri «Gotta Getcha», опять-таки был соавтором треков для дебютных альбомов Chris Brown(«Chris Brown», в том числе его платиновый сингл «Yo (Excuse Me Miss)») и Marques Houston’а («MH»). Так же Austin спродюсировал несколько треков для пятого альбома Bow Wow «The Price of Fame», занявшего место в первой десятке в чартах Billboard.
Работа над дебютным альбомом самого Johntá Austin ведется ещё с 2006 года, но дата релиза ещё не определена. Предполагается, что «Love, Sex & Religion» выйдет в 2009 году на So So Def Records/Island Records.

## Дискография

### Альбомы
- 2009: Love, Sex & Religion

### Синглы
- 2005: «Lil' More Love»
- 2005: «Dope Fiend»
- 2006: "Turn It Up (prod. by Jermaine Dupri
- 2007: «Video» (featuring Unk
- 2007: «The One That Got Away»

### Гостевое участие
- 2006: «Shortie Like Mine» (Bow Wow featuring Chris Brown and Johntá Austin)
- 2007: «Outta My System» (Bow Wow featuring T-Pain and Johntá Austin)
- 2009: «You Can Get It All» (Bow Wow featuring Johntá Austin)